# Hypolimnas maeza
Hypolimnas maeza är en fjärilsart som beskrevs av Hans Fruhstorfer 1912. Hypolimnas maeza ingår i släktet Hypolimnas och familjen praktfjärilar. Inga underarter finns listade i Catalogue of Life.